# Gleichenia laevigata
Gleichenia laevigata là một loài dương xỉ trong họ Gleicheniaceae. Loài này được Willd. Hook. mô tả khoa học đầu tiên năm 1844.